# Achrosis alienata
Sabaria alienata là một loài bướm đêm trong họ Geometridae.